# 458 Hercynia
458 Hercynia este un asteroid din centura principală, descoperit pe 21 septembrie 1900, de Max Wolf și Arnold Schwassmann.